# Средняя Зимняя

Средняя Зимняя — река в России, протекает в Мурашинском и Юрьянском районах Кировской области. Устье реки находится в 26 км по левому берегу реки Зимняя. Длина реки составляет 12 км.
Исток реки находится на Северных Увалах близ границы с Республикой Коми в 30 км к юго-востоку от посёлка Мураши. Река течёт на юг по ненаселённому лесному массиву. Верхнее и среднее течение проходит по Мурашинскому району, нижнее по Юрьянскому.

## Данные водного реестра
По данным государственного водного реестра России относится к Камскому бассейновому округу, водохозяйственный участок реки — Вятка от города Киров до города Котельнич, речной подбассейн реки — Вятка. Речной бассейн реки — Кама.
По данным геоинформационной системы водохозяйственного районирования территории РФ, подготовленной Федеральным агентством водных ресурсов:
- Код водного объекта в государственном водном реестре — 10010300312111100034419
- Код по гидрологической изученности (ГИ) — 111103441
- Код бассейна — 10.01.03.003
- Номер тома по ГИ — 11
- Выпуск по ГИ — 1